# 伯克郡行政區劃史
伯克郡（英文簡稱：Berks），英國英格蘭東南部區域的郡。伯克郡的地方沿革在1973年或以前都是形式、地位上的更動，郡界變化不大，幾個行政區劃改革報告皆不獲英國政府採納；1974年或以後，郡界縮減不少，地方政府的升格、降格使伯克郡的管治範圍大大調整。
1844年，伯克郡與周邊的格洛斯特郡、牛津郡、威爾特郡之內、外飛地作了調整。1894年，伯克郡的衛生區被11個鎮區取締。1934年，伯克郡新設6個非郡自治市鎮。1940－60年代，幾個行政區劃改革報告皆不獲英國政府採納。1974年，伯克郡與白金漢郡、牛津郡調整郡界，引起爭議；雷丁被降格為非都市區；行政郡被廢除，伯克郡成為非都市郡；伯克郡的鎮區合併成6個非都市區，其中5個相繼獲自治市鎮榮譽頭銜。依英格蘭地方政府委員會的建議，伯克郡、白金漢郡、薩里郡在1995年調整郡界，使伯克郡與大倫敦相鄰。1998年，伯克郡議會被廢除，6個非都市區直接升格為單一管理區，脫離非都市的伯克郡；伯克郡再不管轄任何地方，只是一個地理名詞.

## 1870年代或以前
本段落講述伯克郡的內飛地、外飛地。
19世紀前，伯克郡的行政區劃資料未詳，範圍大致與1950年代的相約。1844年前，威爾斯、英格蘭的郡互有內飛地、外飛地，不便地方政府管理。《1844年郡（分離部分）法案》在1844年10月20日生效，把各郡的內飛地轉移為她的實際管轄範圍，徹底解決問題。以伯克郡為例，它與格洛斯特郡、牛津郡、威爾特郡互有內、外飛地，法案生效後：
- 減
  - 大巴靈頓轉移至格洛斯特郡
  - 小法靈登轉移至牛津郡
  - 希爾頓轉移至牛津郡
  - 奧克森伍德轉移至威爾特郡
  - 英格爾舍姆轉移至威爾特郡
- 增
  - 原屬威爾特郡的赫爾特
  - 原屬威爾特郡的欣菲爾德
  - 原屬威爾特郡的沃金厄姆

## 1880－1930年代
本段落講述行政郡、衛生區、鎮區、非郡自治市鎮、郡自治市鎮的廢立。

### 衛生區的取締
在中世紀，温莎、阿賓登先後成為伯克郡的郡治。1867年，雷丁成為郡治。《1888年地方政府法案》在1889年4月1日生效，伯克郡成為行政郡，新設的伯克郡議會管轄歷史上的既有範圍（雷丁除外），雷丁不再是郡治，升格為郡自治市鎮（有獨立的自治市鎮議會，不受伯克郡議會管轄）。
《1894年地方政府法案》在1894年4月1日生效，全數廢除574個鄉衛生區（Rural sanitary district-）、688個鎮衛生區（Urban sanitary district），分別由新設的鄉區、鎮區取締（不過，鄉區、鎮區的數量自新設後不斷減少，至1974年被都市區、非都市區全數取締）。以伯克郡為例，新設了11個鎮區：
| 原文1         | 1875年伯克郡的鄉衛生區   | 1894年伯克郡的鎮區   |
| ------------- | ------------------------ | -------------------- |
| Abingdon      | 阿賓登鄉衛生區           | 阿賓登鎮區           |
| Bradfield     | 布拉德菲爾德鄉衛生區     | 布拉德菲爾德鎮區     |
| Cookham       | 庫克姆鄉衛生區           | 庫克姆鎮區           |
| Easthampstead | 伊斯特漢普斯特德鄉衛生區 | 伊斯特漢普斯特德鎮區 |
| Faringdon     | 法靈登鄉衛生區           | 法靈登鎮區2          |
| Hungerford    | 亨格福德鄉衛生區         | 亨格福德鎮區         |
| Newbury       | 紐伯里鄉衛生區           | 紐伯里鎮區           |
| Wallingford   | 沃靈福德鄉衛生區         | 沃靈福德鎮區         |
| Wantage       | 旺蒂奇鄉衛生區           | 旺蒂奇鎮區           |
| Windsor       | 温莎鄉衛生區             | 温莎鎮區             |
| Wokingham     | 沃金厄姆鄉衛生區         | 沃金厄姆鎮區         |

1.　不帶行政區劃後綴的英文原文

2.　1894－1933年，法靈登鎮區橫跨伯克郡、格洛斯特郡。至1934年，完全屬於伯克郡。
《1929年地方政府法案》評估各郡法令部分在1932－1938年陸續生效，有189個自治市鎮擴展範圍；206個鎮區被廢除，新設49個鎮區（淨減少159個）；236個鄉區被廢除，新設67個鄉區（淨減少169個）。正如上表的註釋所述，伯克郡有1個鎮區於1934年調整區界。

### 非郡自治市鎮
1911年，卡弗舍姆由牛津郡轉移至伯克郡。《1933年地方政府法案》規定英格蘭的一級地方政府分為行政郡（包括伯克郡）或郡自治市鎮2種，而行政郡下轄的次級行政區必須是非郡自治市鎮（non-county borough）、鎮區（urban district）或鄉區（rural districts）3種，所以伯克郡產生了6個非郡自治市鎮：阿賓登、梅登黑德、紐伯里、新温莎、沃靈福德、沃金厄姆。
|  | 1890－1965年的英格蘭的郡： 伯克郡編號37 東北鄰白金漢郡（編號31） 東鄰米德爾塞克斯郡（編號30） 東南鄰薩里郡（編號43） 南鄰南安普敦郡（編號44，1959年更名為「漢普郡」） 西鄰威爾特郡（編號36） 西北鄰格洛斯特郡（編號33） 北鄰牛津郡（編號32） |

## 1940－1960年代
本段落講述3個委員會對伯克郡地方沿革的建議、大倫敦的設立，但對伯克郡沒實質影響。

### 地方政府邊界委員會
1948年4月，地方政府邊界委員會完成英格蘭行政區劃、威爾斯行政區劃的改革報告。委員會建議伯克郡保持原狀，英國政府接納。《1949年地方政邊界委員會（解散）法案》（Local Government Boundary Commission (Dissolution) Act 1949）在1949年生效，委員會被廢除。

### 英格蘭地方政府委員會
《1958年地方政府法案》設立了英格蘭地方政府委員會，負責編定英格蘭行政區劃的改革報告。「南部主審查區」（Southern General Review Area）包括了：伯克郡、白金漢郡、多塞特郡、漢普郡、懷特島郡、牛津郡、威爾特郡共7個郡，伯恩茅斯、牛津、樸茨茅斯、雷丁、南安普敦共5個郡自治市鎮。1965年5月17日「開始評估」（最後發表初部建議的審查區），與伯克郡有關的建議包括：擴張雷丁的自治市鎮界；斯勞（在1974年3月31日前屬於白金漢郡，4月1日起屬伯克郡）由市自治市鎮升格為郡自治市鎮；伯克郡、白金漢郡、牛津郡、北安普敦郡南部合併為新設的「泰姆郡」（Thameshire）。不過伯克郡議會、牛津郡議會更反對新設「泰姆郡」。英國政府全盤否定委員會對「南部主審查區」的初部建議，是13個審查區中唯一一個無法進展至第2階段─「建議書草稿」的審查區，更遑論進展至第3階段（最終階段）的「發表報告」。

### 大倫敦
《1963年倫敦政府法案》在1965年4月1日生效，伯克郡東鄰的米德爾塞克斯郡被廢除，大部分範圍納入新設的大倫敦，米德爾塞克斯周邊的郡也轉移了部分土地予大倫敦。伯克郡東北鄰的白金漢郡、東南鄰的薩里郡的管轄範圍縮減了不少，唯伯克郡沒有受影響。伯克郡與大倫敦的隔著薩里郡和白金漢郡。
|  | 1965－1974年的英格蘭的郡、郡自治市鎮： 伯克郡編號35， 東北鄰白金漢郡（編號29）， 東南鄰薩里郡（編號40）， 南鄰漢普郡（編號41）， 西鄰威爾特郡（編號34）， 西北鄰格洛斯特郡（編號31）， 北鄰牛津郡（編號30）， 正中央的小圓框是雷丁郡自治市鎮。 |

### 雷德克利夫-莫德報告
1969年，約翰·雷德克利夫-莫德主編、皇家委員會出版的《雷德克利夫-莫德報告》建議伯克郡、雷丁郡自治市鎮、白金漢郡南部（包括斯勞）、牛津郡的泰晤士河畔亨利合組成「雷丁-伯克郡」（Reading & Berkshire）。報告大部分的建議都不獲英國政府接納，只有極少數建議獲採納，如：斯勞（在1974年4月1日起）納入伯克郡。
|  | 《雷德克利夫-莫德報告》建議的英格蘭行政區劃。 「雷丁-伯克郡」編號52， 東北鄰「盧頓-西赫特福德郡」（編號49） 東鄰「大倫敦」（黑色圓點）， 東南鄰「西薩里郡」（編號53）， 西南鄰「南安普敦-南漢普郡」（編號57）， 西鄰「威爾特郡」（編號39）， 北（左半部）鄰「牛津-牛津郡」（編號45）， 北（右半部）鄰「中白金漢郡」（編號48）。 |

## 1970－1980年代
本段落講述行政郡、非都市郡、鎮區、非都市區的廢立。

### 非都市郡、非都市區
1971年2月，英國政府推出英格蘭行政區劃改革的白皮書《英格蘭地方政府：政府對於改組的建議》（Local Government in England: Government Proposals for Reorganisation），諮詢公眾意見。伯克郡的改革在白皮書的「範圍39」（Area 39）部分，在諮詢期結束後沒作變動。
隨後，英國政府遞交正式的法案《1972年地方政府法案》交予英國國會審議並獲通過，在1974年4月1日生效：所有郡自治市鎮被廢除，雷丁被降格為非都市區（由貝德福德郡的實際管轄）；白金漢郡南部一小角（包括斯勞、伊頓）納入伯克郡；位於西伯克郡北部的郡治阿賓登和周遭的白馬丘陵（又音譯作「懷特霍斯丘陵」）轉移至牛津郡；行政郡被廢除，伯克郡成為非都市郡；伯克郡的11個鎮區合併成6個非都市區，其中紐伯里在1998年4月1日更名為「西伯克郡」。

### 自治市鎮地位
1974年，多個區（district）級地方政府自治體獲英國樞密院頒發皇家特許狀（royal charter），擁有「自治市鎮」（borough）的榮譽頭銜。當時伯克郡的6個非都市區，只有雷丁、温莎-梅登黑德、斯勞（共3個）在1974年獲自治市鎮地位；布拉克內爾在1988年才獲之，並更名為「布拉克內爾森林」；紐伯里在1998年升格為單一管理區，並更名為「西伯克郡」，但至今仍未獲之；沃金厄姆在1998年升格為單一管理區，在2007年3月12日獲之。
伯克郡與英國皇室淵源甚深（尤其是溫莎城堡座落在伯克郡），英女皇伊利莎白二世在1958年賜予頭銜「皇家郡」，故伯克郡全名「伯克郡皇家郡」（Royal County of Berkshire），在1974年簽發專利特許證（Letters Patent）正式確認；温莎所在的自治市鎮在1974年4月1日新設時亦取名為「溫莎-梅登黑德皇家自治市鎮」，有「皇家」的頭銜。

### 爭議
《1972年地方政府法案》把伯克郡的郡治阿賓登、法靈登、旺蒂奇、迪德科特、沃靈福德和周遭的白馬丘陵（又音譯作「懷特霍斯丘陵」）轉移至牛津郡的白馬谷區（阿賓登變成白馬谷的行政總部）、牛津郡南區，在推出白皮書時已有不少人不滿，法案生效後愈來愈多人加入抗議運動。在法案生效前1個月（1974年6月），抗議者聲稱收集了10,000個簽名，贊成把「伯克郡白馬」（Berkshire White Horse）重新劃入伯克郡郡界內。但代表阿賓登的國會議員艾雷·尼夫卻支持把白馬丘陵劃入白金漢郡。無論如何，英國政府並沒有改變把白馬丘陵劃入牛津郡的決定。

## 1990年代－
本段落講述行政郡、非都市區、單一管理區的廢立。

### 草擬法令
《1992年地方政府法案》設立的英格蘭地方政府委員會在1992－2002年編寫改革英格蘭行政區劃的報告。1994年12月，委員會出版《伯克郡未來地方政府的最終建議》（Final Recommendations for the Future Local Government of Berkshire），建議廢除伯克郡議會；下轄的6個非都市區，其中4個─紐伯里、雷丁、沃金厄姆、斯勞升格為單一管理區，其餘的2個─布拉克內爾森林、溫莎-梅登黑德合併為1個單一管理區「皇家東伯克郡」（Royal East Berkshire），共計5個單一管理區；紐伯里更名為西伯克郡；白金漢郡白金漢郡南區東南端、薩里郡斯佩爾索恩區西北端轉移至伯克郡。
英國環境大臣約翰·格默（John Gummer）大致上認同《伯克郡未來地方政府的最終建議》，但建議原有的6個非都市區可以全部直接升格為6個單一管理區，無需另行合併。伯克郡議會原本支持建議，但後來郡議會內的政治力量變動，1995年3月起，較多議員反對建議，更入稟法院（循司法途徑），高等法院裁定《最終建議》的「單一管理區」部分無效，但終審法院推翻高等法院的判決，該部分回復法律效力。

### 法令生效
英國政府率先為《伯克郡未來地方政府的最終建議》不受訴訟的部分擬定正式法令。1995年4月1日，《1994年伯克郡、白金漢郡和薩里郡（郡界）法令》生效，白金漢郡白金漢郡南區艾弗南端（在斯勞東北）、薩里郡斯佩爾索恩區西北端（在斯勞東南）轉移至伯克郡斯勞區，組成新教區「科爾布魯克-波伊爾」，使伯克郡與大倫敦相鄰（白金漢郡與薩里郡因而不再相鄰）。
繁複的司法程序使單一管理區的推行由1997年4月1日延遲至1998年4月1日執行。《1996年伯克郡（結構變化）法令》在1998年4月1日生效，伯克郡原有的6個非都市區升格為6個單一管理區（其中紐伯里更名為西伯克郡），伯克郡議會被廢除，伯克郡可保留名譽郡、非都市郡的郡級地位。沒有實際管轄非都市區的英格蘭的郡（伯克郡只是包含6個單一管理區）不應獲非都市郡地位，但伯克郡是「皇家郡」，故獲特別處理。
每一個名譽郡都有一個代表英國皇室但沒有實權的郡尉（Lord Lieutenant）常駐，名譽的伯克郡包含西伯克郡、雷丁、沃金厄姆、布拉克內爾森林、温莎-梅登黑德、斯勞在內。非都市郡與單一管理區沒有從屬關係，以上6個單一管理區已脫離非都市的伯克郡，行政上與任何英格蘭的郡也互不相干。伯克郡再沒有管轄任何地方；從行政的角度看，伯克郡只是地理名詞而已。
|  |  |
|  |  |

下圖顯示英格蘭48個名譽郡的分佈情況。伯克郡位處東南英格蘭區域，北（左部分）與牛津郡相鄰，北（右部分）與白金漢郡相鄰，南（左部分）與漢普郡相鄰，南（右部分）與薩里郡相鄰。

### 城鎮
自19世紀至現在，伯克郡各鎮的數量和分佈已調整了幾次。直至2008年，伯克郡內有沒有城市（City），但有13個鎮（Town）分佈於不同次級行政區─西伯克郡佔2個，雷丁自己1個，沃金厄姆佔3個，布拉克內爾森林佔3個，温莎-梅登黑德佔3個，斯勞自己1個。
擁有單一管理區地位的雷丁和斯勞分別有143,700、120,100人口，是其他鎮的2－6倍。以下13個鎮按人口多寡編號，在下圖中分別代表她們在伯克郡的位置（阿斯科特、克羅索恩未有人口數據，唯有按英文字母編為第12、13）。直接點擊地圖上的編號即可進入該鎮的主條目。
| 排名 | 地名（中譯） | 地名（原文） | 所屬的區       | 人口    |
| ---- | ------------ | ------------ | -------------- | ------- |
| 1    | 雷丁         | Reading      | 雷丁           | 143,700 |
| 2    | 斯勞         | Slough       | 斯勞           | 120,100 |
| 3    | 梅登黑德     | Maidenhead   | 温莎-梅登黑德  | 58,848  |
| 4    | 布拉克內爾   | Bracknell    | 布拉克內爾森林 | 50,131  |
| 5    | 厄利         | Earley       | 沃金厄姆       | 32,036  |
| 6    | 沃金厄姆     | Wokingham    | 沃金厄姆       | 30,403  |
| 7    | 紐伯里       | Newbury      | 西伯克郡       | 28,339  |
| 8    | 溫莎         | Windsor      | 溫莎-梅登黑德  | 28,324  |
| 9    | 伍德利       | Woodley      | 沃金厄姆       | 26,439  |
| 10   | 薩徹姆       | Thatcham     | 西伯克郡       | 22,824  |
| 11   | 桑德赫斯特   | Sandhurst    | 布拉克內爾森林 | 22,000  |
| 12   | 阿斯科特     | Ascot        | 溫莎-梅登黑德  |         |
| 13   | 克羅索恩     | Crowthorne   | 布拉克內爾森林 |         |

- 灰色　　（■）：市區
- 奶黃色　（■）：郊區
- 淺藍色　（■）：水體
- 靛色長條（■）：公路

## 相關
以下列出與伯克郡地方沿革相關的：
- 法案
  - 1844年郡（分離部分）法案　Counties (Detached Parts) Act 1844
  - 1887年地方政府（邊界）法案　Local Government (Boundaries) Act 1887
  - 1888年地方政府法案　Local Government Act 1888
  - 1894年地方政府法案　Local Government Act 1894
  - 1933年地方政府法案　Local Government Act 1933
  - 1958年地方政府法案　Local Government Act 1958
  - 1972年地方政府法案　Local Government Act 1972
  - 1992年地方政府法案　Local Government Act 1992
- 法令
  - 1994年伯克郡、白金漢郡和薩里郡（郡界）法令　The Berkshire, Buckinghamshire and Surrey (County Boundaries) Order 1994
  - 1996年伯克郡（結構變化）法令　The Berkshire (Structural Change) Order 1996
- 白皮書、報告
  - 雷德克利夫-莫德報告　Redcliffe-Maud Report
  - 英格蘭地方政府：政府對於改組的建議　Local Government in England: Government Proposals for Reorganisation
  - 伯克郡未來地方政府的最終建議　Final Recommendations for the Future Local Government of Berkshire
- 委員會
  - 皇家委員會　Royal Commission
  - 英格蘭地方政府委員會（1992年）

以下列出與英格蘭行政區劃改革有重大關係，但不影響伯克郡的東西：
- - 1963年倫敦政府法案　London Government Act 1963
  - 2009年英格蘭地方政府結構變化　2009 structural changes to local government in England
  - 英格蘭地方政府委員會（1958－1967年）　Local Government Commission for England (1958–1967)
  - 地方政府邊界委員會（1945－1949年）　Local Government Boundary Commission

## 外部連結
- （英文） 伯克郡資料庫
- （英文） 伯克郡歷史 （页面存档备份，存于）
- （英文） 伯克郡議會 （页面存档备份，存于）